# Cromóforo

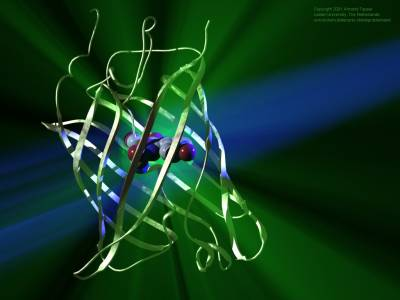
Representación de un cromóforo.

Un cromóforo  es la parte o conjunto de átomos de una molécula responsable de su color. También se puede definir como una sustancia que tiene electrones capaces de absorber energía y excitarse, a diferentes longitudes de onda. 
Los cromóforos son, en química orgánica, los grupos no saturados responsables de la absorción en el UV.  Esta absorción de radiación UV es el resultado de la excitación de electrones hacia estados de mayor energía. El núcleo juega un papel fundamental, ya que determina la fuerza con la cual estos electrones están unidos a él, y por ende influye en la magnitud de este cambio de energía
Un auxocromo es un sustituyente, que al unirse al cromóforo incrementa la intensidad y la  λ (longitud de onda) de la absorción. Los sustituyentes típicos son los grupos: metilo, hidroxilo, alcoxilo, amino y halógenos. Poseen (salvo el metilo) pares de electrones solitarios que resuenan con el cromóforo, extendiendo la conjugación: disminuye la energía y aumenta la  λ máxima absorbida 
Cuando una molécula absorbe ciertas longitudes de onda de luz visible y transmite o refleja otras, la molécula tiene un color. Un cromóforo es una región molecular donde la diferencia de energía entre dos orbitales moleculares cae dentro del rango del espectro visible. La luz visible que incide en el cromóforo puede también ser absorbida excitando un electrón a partir de su estado de reposo. 
En las moléculas biológicas útiles para capturar o detectar energía lumínica, el cromóforo es la semimolécula que causa un cambio en la conformación del conjunto al recibir luz. 
Cromoforos:
La primera ley de la fotoquímica (Grotthus e Draper, 1818) dice que solo la radiación absorbida puede promover alteraciones fotoquímicas.
La absorción de la radiación ultravioleta es visible y es la que más a menudo promueve reacciones fotobiológicas la cual se realiza por modificaciones electrónicas en los átomos constituyentes de las moléculas.
El estado básico y fundamental de una molécula es alterado por la absorción de la energía de un fotón, circunstancia en que el fotón se extingue, integrando su energía con la de la molécula.
Cada molécula es apenas capaz de absorber energía en una franja de radiación más o menos larga, pero siempre limitada que se llama espectro de absorción de la sustancia.